# Zinser Bachtal
Koordinaten: 51° 0′ 33″ N, 8° 11′ 26″ O
Das Naturschutzgebiet Zinser Bachtal liegt auf dem Gebiet der Gemeinde Erndtebrück und der Stadt Hilchenbach im Kreis Siegen-Wittgenstein in Nordrhein-Westfalen. Das Gebiet erstreckt sich nordwestlich des Kernortes Erndtebrück, östlich der Kernstadt Hilchenbach und westlich des Erndtebrücker Ortsteils Zinse entlang der Zinse, eines rechten Nebenflusses der Röspe.

## Bedeutung
Das etwa 40,8 ha große Gebiet wurde im Jahr 1990 unter der Schlüsselnummer SI-033 unter Naturschutz gestellt. Schutzziel ist die Erhaltung und Entwicklung eines weitgehend naturnahen Mittelgebirgstales mit dem Oberlauf eines unverbauten Baches und gut ausgebildeten Nass- und Feuchtwiesen, Nassbrachen, Übergangsmooren, Seggenriedern, Goldhaferwiesen und Borstgrasrasen als Lebensraum für eine Vielzahl von z. T. im Bestand stark gefährdeten Pflanzen- und Tierarten.